# خوسه خواکین اسکیول
خوسه خواکین اسکیول (اسپانیایی: José Joaquín Esquivel‎؛ زادهٔ ۷ ژانویهٔ ۱۹۹۸) بازیکن فوتبال اهل مکزیک است.
از باشگاه‌هایی که در آن بازی کرده‌است می‌توان به باشگاه فوتبال پاچوکا اشاره کرد.
وی همچنین در تیم‌های ملی فوتبال زیر ۲۳ سال مکزیک و مکزیک بازی کرده‌است.
وی در مسابقات کشوری و بین‌المللی در مجموع برندهٔ ۱ مدال برنز شده‌است.